# M-150

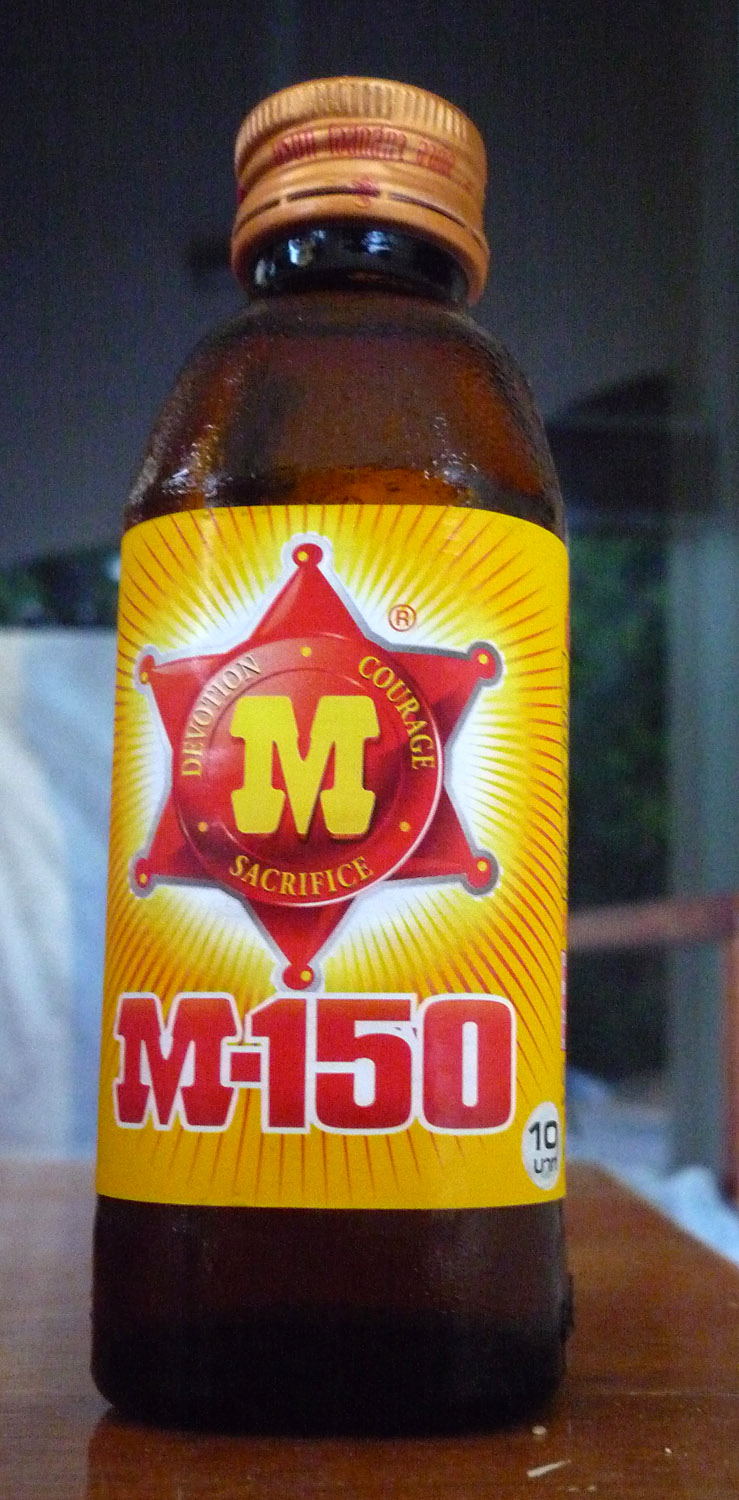
Флакон М-150

M-150 - засновник категорії енергетичних напоїв . Виробляється компанією Osotspa Co. Ltd. з 1970 р , є ключовим брендом компанії і лідером за обсягом продажів серед енергетичних напоїв на ринку Азії . На частку M-150 припадає більше половини продажів напоїв даної категорії в світі. 
М-150 продається через велику дистриб'юторську мережу, яка включає в себе центри продажів в Таїланді, Камбоджі, В'єтнамі, Лаосі, Японії, Індонезії, США та на Кіпрі . Однак найбільшу популярність напій М-150 набув саме в Таїланді . На сьогоднішній день його частка становить 60% обсягу продажів всіх енергетичних напоїв в країні , і представлений в 95% всіх роздрібних точок торгівлі.

## Історія
М-150 стався 
 від енергетичного напою з Японії Lipovitan-D (Japan's Taisho Pharmaceutical Co., Ltd.). З 1965 року компанія Osotspa Co. Ltd. імпортувала напій Lipovitan-D в Таїланд . У 1969 році в зв'язку з різким збільшенням попиту компанія Osotspa Co. Ltd. починає виробництво напою Lipovitan-D в Таїланді за ліцензією Japan's Taisho Pharmaceutical Co., Ltd. У 1970 році був створений найуспішніший продукт компанії, негазований енергетичний напій М-150.  У 2007 році ключовий бренд компанії Osotspa Co. Ltd. напій М-150 був представлений на ринку Європи і Південної Америки . У 2008 році, продовжуючи домінувати на ринку Азії, M-150 розширив кордони і просунувся далеко за межі Таїланду, отримавши всесвітнє поширення.

## Примітка
1. ↑  Welcome To Osotspa Co. Ltd. Архів оригіналу за 16 червня 2021. Процитовано 13 серпня 2021.
2. ↑  The Japan Times. Архів оригіналу за 13 серпня 2021. Процитовано 13 серпня 2021.
3. ↑  Minister’s Export Awards. Архів оригіналу за 13 серпня 2021. Процитовано 13 серпня 2021.